# هیدروبرومیک اسید
هیدروبرومیک اسید (به انگلیسی: Hydrobromic acid) با فرمول شیمیایی HBr یک ترکیب شیمیایی است. که جرم مولی آن ۸۰٫۹۱ می‌باشد. شکل ظاهری این ترکیب، مایع بی‌رنگ است.